# Kirsten Cooper
Kirsten A. Cooper (1988) è un'ex sciatrice alpina statunitense.

## Biografia
Attiva in gare FIS dal dicembre del 2003, in Nor-Am Cup la Cooper esordì il 2 dicembre 2004 a Winter Park in slalom gigante, senza completare la prova, conquistò come migliori piazzamenti due quarti posti in supergigante (l'11 dicembre 2009 a Lake Louise e il 1º marzo 2010 ad Aspen) e prese per l'ultima volta il via il 2 dicembre 2010 ad Aspen in slalom gigante (26ª). Si ritirò al termine della stagione 2010-2011 e la sua ultima gara fu uno slalom speciale FIS disputato il 26 marzo a Beaver Creek, chiuso dalla Cooper al 17º posto; in carriera non debuttò in Coppa del Mondo né prese parte a rassegne olimpiche o iridate.

## Palmarès

### Nor-Am Cup
- Miglior piazzamento in classifica generale: 12ª nel 2009

### South American Cup
- Miglior piazzamento in classifica generale: 19ª nel 2009
- 1 podio:
  - 1 terzo posto